# Only Fools and Horses
Only Fools and Horses är en brittisk komediserie som sändes mellan 1981 och 2003.

## Utmärkelser
Only Fools and Horses har bland annat vunnit fyra BAFTA-priser som Best Comedy Series och British Comedy Awards Best BBC Sitcom 1990.

## Rollista i urval
- David Jason – Del Trotter
- Nicholas Lyndhurst – Rodney Trotter
- Lennard Pearce – Grandad Trotter (säsong 1-3)
- Buster Merryfield – Uncle Albert Trotter (säsong 4-7)
- Tessa Peake-Jones – Raquel (säsong 5-7)
- Gwyneth Strong – Cassandra (säsong 6-7)
- Roger Lloyd-Pack – Trigger
- John Challis – Boycie